# (37006) 2000 TS37
2000 TS37 (asteroide 37006) é um asteroide da cintura principal. Possui uma excentricidade de 0.23207190 e uma inclinação de 9.07462º.
Este asteroide foi descoberto no dia 1 de outubro de 2000 por LINEAR em Socorro.